# Chris Barnes
Chris Barnes (Buffalo, New York, 1966, december 29.) amerikai death metal énekes. A műfaj egyik legkarakteresebb és legnagyobb hatású énekese.

## Pályafutás
Legendás státuszát már a Cannibal Corpse-ban eltöltött évei alatt kiérdemelte, ahol az első négy lemezen hallható jellegzetes hangja. Stílusa minden korábbinál brutálisabb és mélyebb volt, ezáltal új iskolát teremtett. Szövegei - belezős zombi és horror költemények - pedig olyan brutális és gyomorforgató volt, hogy például Németországban betiltották az első három lemez dalait. A Corpse-szal való szakítása után (sokan még ma is visszasírják a bandába) egy valódi death metal szuperformációt hozott létre, Six Feet Under néven, olyan legendás death metal muzsikusokkal, mint például: Allen West gitáros (ex-Obituary) vagy Terry Butler basszusgitáros (ex-Massacre, Death). A mai felállás viszont már jó ideje így néz ki: Barnes, aztán Steve Swanson-gitár, Butler, és Greg Gall-dob. A zenekar 1995-től a mai napig aktív résztvevője a death metal underground-nak. Több mint 9 lemezt adtak ki amelyekből több mint 370 000-ret adtak el. Barnes az SFU-val lazább zenét játszik mint a Corpse-szal, amolyan rock n' roll-os groovy death metalt (Sokan nevezik őket a stílus AC/DC-jének). Barnes nagy rajongója a régi klasszikus rock/metal csapatoknak is(Thin Lizzy, Judas Priest, Deep Purple, Iron Maiden, Scorpions stb.) is, amit az SFU-val kiadott feldolgozáslemezek is bizonyítanak. A zenekar gyors tempója mellett arra is maradt ideje, hogy a finn Torture Killer 2006-os Swarm lemezét felénekelje. Chris nagyon szeret jointozni amit nézete szerint legálissá kéne tenni.

## Diszkográfia
Cannibal Corpse:
- Eaten Back to Life (1990)
- Butchered at Birth (1991)
- Tomb of the Mutilated (1992)
- The Bleeding (1994)

Six Feet Under:
- Haunted (1995)
- Alive and Dead (EP, 1996)
- Warpath (1997)
- Maximum Violence (1999)
- Graveyard Classics (2000)
- Maximum Video (Video, 2001)
- True Carnage (2001)
- Double Dead (Video, 2002)
- Bringer of Blood (2003)
- Graveyard Classics 2 (2004)
- Live with Full Force (Video, 2004)
- 13 (2005)
- A Decade in the Grave (Box set, 2005)
- Commandment (2007)
- Death Rituals (2008)
- Graveyard Classics 3 (2009-2010)

Torture Killer:
- Swarm! (Metal Blade, 2006)